# Garfield Darien
Garfield Darien (ur. 22 grudnia 1987 w Lyonie) – francuski lekkoatleta specjalizujący się w biegach płotkarskich.
Na początku swojej międzynarodowej kariery zajął siódme miejsce w mistrzostwach świata juniorów (2004) oraz został mistrzem Europy juniorów (2005). W 2009 podczas halowego czempionatu Starego Kontynentu zajął szóste miejsce, a latem dotarł do półfinału mistrzostw świata. Na eliminacjach zakończył starty w halowych mistrzostwach globu w Katarze (2010). Wicemistrz Europy w biegu na 110 metrów przez płotki z 2010 roku – po tym sukcesie reprezentował Stary Kontynent w pucharze interkontynentalnym zajmując w tych zawodach czwartą lokatę. Zdobywca srebrnego medalu halowych mistrzostw Europy w 2011. W 2014 sięgnął po brąz halowych mistrzostw świata w Sopocie.
Stawał na podium mistrzostw Francji zarówno w hali jak i na stadionie.
Rekordy życiowe: bieg na 60 metrów przez płotki – 7,47 (9 marca 2014, Sopot); bieg na 110 metrów przez płotki – 13,09 (28 czerwca 2017, Ostrawa).

## Osiągnięcia
| Rok  | Impreza                                 | Miejsce   | Konkurencja                | Lokata     | Wynik |
| ---- | --------------------------------------- | --------- | -------------------------- | ---------- | ----- |
| 2004 | Mistrzostwa świata juniorów             | Grosseto  | bieg na 110 m przez płotki | 7. miejsce | 14,20 |
| 2005 | Mistrzostwa Europy juniorów             | Kowno     | bieg na 110 m przez płotki | 1. miejsce | 13,77 |
| 2009 | Halowe mistrzostwa Europy               | Turyn     | bieg na 60 m przez płotki  | 6. miejsce | 7,66  |
| 2009 | Mistrzostwa świata                      | Berlin    | bieg na 110 m przez płotki | półfinał   | 13,57 |
| 2010 | Halowe mistrzostwa świata               | Doha      | bieg na 60 m przez płotki  | półfinał   | DNS   |
| 2010 | Mistrzostwa Europy                      | Barcelona | bieg na 110 m przez płotki | 2. miejsce | 13,34 |
| 2010 | Puchar interkontynentalny               | Split     | bieg na 110 m przez płotki | 4. miejsce | 13,75 |
| 2011 | Halowe mistrzostwa Europy               | Paryż     | bieg na 60 m przez płotki  | 2. miejsce | 7,56  |
| 2011 | Superliga drużynowych mistrzostw Europy | Sztokholm | bieg na 110 m przez płotki | 2. miejsce | 13,64 |
| 2012 | Mistrzostwa Europy                      | Helsinki  | bieg na 110 m przez płotki | 2. miejsce | 13,20 |
| 2012 | Igrzyska olimpijskie                    | Londyn    | bieg na 110 m przez płotki | półfinał   | 13,48 |
| 2014 | Halowe mistrzostwa świata               | Sopot     | bieg na 60 m przez płotki  | 3. miejsce | 7,47  |
| 2015 | Mistrzostwa świata                      | Pekin     | bieg na 110 m przez płotki | 8. miejsce | 13,34 |
| 2017 | Halowe mistrzostwa Europy               | Belgrad   | bieg na 60 m przez płotki  | 4. miejsce | 7,54  |
| 2017 | DécaNation                              | Angers    | bieg na 110 m przez płotki | 1. miejsce | 13,57 |
| 2018 | Mistrzostwa Europy                      | Berlin    | bieg na 110 m przez płotki | półfinał   | 13,46 |